# Francesco Bonsignori

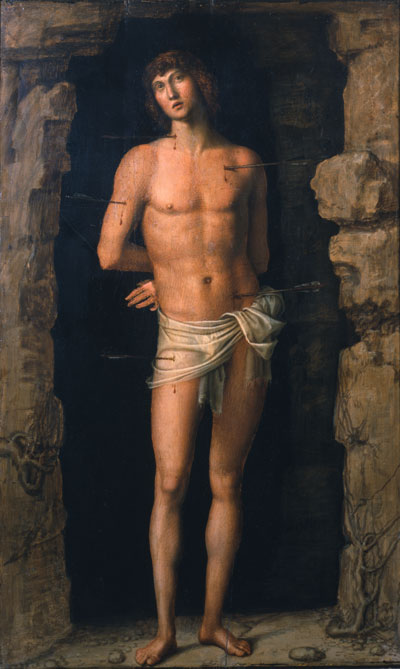
San Sebastián Museo Estatal de Arte, Arezzo.

Francesco Bonsignori fue un pintor renacentista italiano, nacido en Verona en 1455 y muerto en 1519 en Caldiero, perteneciente a la escuela veronesa.

## Biografía
Nació en Verona, y fue llamado por Vasari y otros como Monsignori. Fue el hermano del pintor Girolamo Bonsignori (1472–1529) menos conocido que él en Verona.
En Verona, estuvo bajo la influencia o fue un alumno de Liberale da Verona (1441–1526).
Fue discípulo de Francesco Benaglio (1432–1492), y muestra un estilo principalmente influenciado por el arte veneciano y de sus artistas: Antonello da Messina (1430–1479), Giovanni Bellini (entre 1425/33–1516), Cima da Conegliano (1459–1517) y Alvise Vivarini (1446–1502).
Entre 1487 y 1505, estuvo en Mantua, donde se convirtió en pintor de la corte del gran Marqués Francesco Gonzaga (1438–1466) junto con Andrea Mantegna (sobre 1431–1506) y su hermano, y fue apreciado por el duque e Isabella d'Este (1466–1539).
Sin apartarse de la tradición veronesa, la proximidad a Mantegna vuelve su arte más monumental (retablo de la Beata Osanna, Museo del Palacio Ducal de Mantua; Virgen con el Niño y Santos, Galería Nacional, Londres), suavizado, sin embargo, a principios siglo XVI, con una mayor sensibilidad visible debido al paso por Mantua de Leonardo da Vinci (1452–1419), que se aprecia en las dos versiones de San Sebastián.
Destacó en la pintura de animales y como retratista (Retrato de Gian Francesco Gonzaga, Retrato de Petrarca, Efigie de un desconocido...).
En la Pinacoteca de Brera en Milán está su San Luis y en el refectorio de la iglesia de los franciscanos en Mantua hay algunas vistas perspectivas. Su última producción fue la Visión de Cristo ante la religiosa Ozanna, con fecha de 1519, y ahora en la Academia Nacional Virgiliana en Mantua.

## Obras

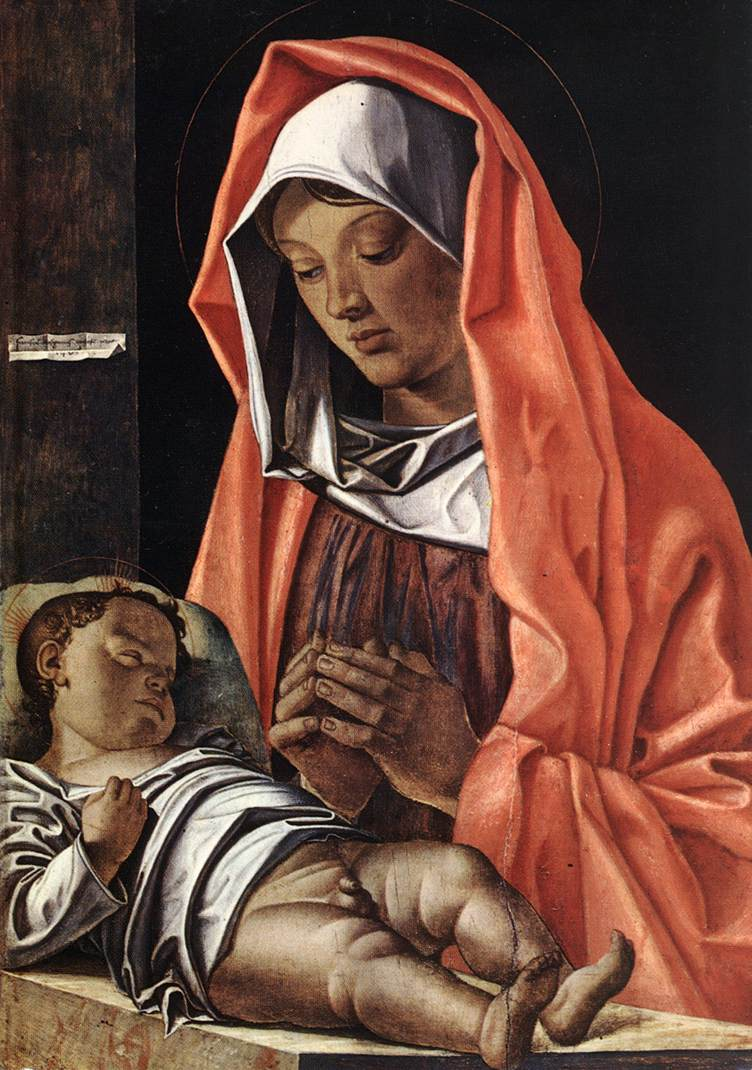
Virgen con el Niño Museo del Castillo Viejo, Verona.

Muchas de sus obras se conservan en el Museo Cívico de Castelvecchio y las iglesias de Verona, pero la mayor parte de las presentes en Mantua fueron destruidas durante el saqueo de 1630.
- El martirio de san Sebastián, Rijksmuseum, Ámsterdam.
- San Sebastián, Museo Estatal de Arte, Arezzo.
- Retrato de Gian Francesco Gonzaga, Academia Carrara, Bérgamo.
- Asunción de la Virgen, Iglesia de San Clemente, Brescia.
- San Sebastián, Santuario de la Beata Virginia de la Gracia, Curtatone.
- Cristo como niño, Museo de Arte, Filadelfia.
- Varios retratos, Palacio Pitti, Florencia.
- Efigie de un desconocido, Galería Nacional, Londres.
- Retrato de un hombre mayor, Galería Nacional, Londres.
- Retrato de un joven caballero (1485), Galería Nacional, Londres.
- Virgen y los Santos, Galería Nacional, Londres.
- Cristo ascendiendo al Calvario, Academia en Mantua.
- Última Cena (1506), Iglesia de San Francisco, Mantua.
- San Sebastián, Iglesia de Santa María de la Gracia, Mantua.
- Cristo caído bajo la Cruz, óleo sobre lienzo, 131 cm x 169 cm, Museo de la Ciudad del Palacio de San Sebastián, Mantua.
- Retablo de Osanna Beata, Palacio Ducal, Mantua.
- Cabeza de un hombre (atribuido, 1500), Museo Grobet-Labadié, Marsella.
- Busto de Santo, Museo Poldi Pezzoli, Milán.
- San Luis, Pinacoteca de Brera, Milán.
- Crucifixión con donantes, Galería de Verona.
- Virgen, Niño y Santos (1488), Iglesia de San Bernardino, Verona.
- Virgen con Santos (1514), Iglesia de San Nazaro, Verona.
- Virgen, el niño y los santos Jerónimo y Cristóbal (1484) Iglesia de San Fermo, Verona.
- La Virgen adorante, Museo del Castillo Viejo, Verona.
- La Virgen del Bovo, Museo del Castillo Viejo, Verona.
- La Virgen cortada, Museo del Castillo Viejo, Verona.
- La Música y San Juan Bautista con el Salvador, Museo del Castillo Viejo, Verona.
- Retrato de Petrarca.

## Enlaces
- http://www.artcyclopedia.com/artists/bonsignori_francesco.html
- http://www.wga.hu/html/b/bonsigno/index.html